# Dan Graham
Daniel Harry Graham (Urbana, 31 marzo 1942 – New York, 19 febbraio 2022) è stato un artista, scrittore curatore statunitense e direttore dal 1964 al 1965 della Daniels Gallery di New York.
Oltre al suo lavoro d'artista visivo, Graham pubblicò una vasta gamma di scritti critici e speculativi che spaziavano da inebrianti saggi di teoria dell'arte, a recensioni di musica rock, ai dipinti di Dwight D. Eisenhower e al programma televisivo di Dean Martin. Le sue prime opere d'arte pescavano ampiamente dal mondo delle riviste e fu spesso associata all'arte concettuale. Il suo lavoro successivo si concentrò sui fenomeni culturali incorporando fotografia, video, performance art, strutture artistiche installative in vetro e specchio e televisione a circuito chiuso. Visse e lavorò a New York City.

## Biografia
Nato in Illinois ma cresciuto in New Jersey, dopo le scuole superiori continua gli studi da autodidatta, approfondendo in modo particolare autori come Claude Lévi-Strauss, Margaret Mead, Jean-Paul Sartre e Walter Benjamin. Dopo aver manifestato l'intenzione di diventare scrittore, inizia ad occuparsi anche di arte e, nel 1964, fonda la John Daniels Gallery a New York, che ospita la prima mostra di Sol LeWitt e di molti artisti minimalisti. Dopo aver insegnato al Nova Scotia College of Art, nel 1970  produce Roll, una doppia proiezione nello stile di Bruce Nauman. È pioniere del minimalismo e del concettualismo, nonché uno dei primi a produrre video artistici negli anni '60 e '70. Artista poliedrico e difficilmente classificabile, si ritiene al di là di qualunque corrente artistica, definendosi soprattutto un architetto e uno scrittore. Ispira molti fotografi, videomaker e scultori appartenenti alle generazioni successive, ed è accostato ad artisti come Rirkrit Tiravanija, Tony Oursler e Wade Guyton.
La sua opera più nota è Homes for America (1966–67), una serie di fotografie a colori di villette monofamiliari di periferie americane, che vengono pubblicate a doppia pagina su Arts Magazine. Le fotografie sono affiancate da testi. L'alienante e monotono paesaggio di insediamenti abitativi, viene mostrato con la sua presunta desiderabilità. Le fotografie vengono anche scelte per l'esposizione "Projected Art" al Finch College Museum of Art. Altre opere degli anni '60 sono Detumescence, un collage composto da frammenti di testi di medicina, in cui è spiegato cosa succede al pene a seguito dell'orgasmo, e Schema (1966), composto da  dettagli editoriali e tipografici di suoi testi e materiali usati in opere precedenti. In seguito Graham ampliò la sua pratica concettuale con la scultura, la performance, il cinema e il video, tra cui forse le sue opere più note sono Performer/Audience/Mirror (1975) e Rock My Religion (1984). Nei suoi lavori visivi, fa ampio uso di specchi. Le sue opere sono principalmente indirizzate a presentare la realtà in maniera alternativa rispetto ai mass media. Ha partecipato a cinque edizioni di Documenta (1972, 1977, 1982, 1992 e 1997), a quattro della Biennale di Venezia  (1976, 2003, 2004, 2005) e a due degli Skulptur Projekte  (1987, 1997) a Münster.

## Fotografia, performance, film e video
Abbandonato il progetto della John Daniels Gallery,  si dedica alla fotografia, attività che prosegue fino ai primi anni del Duemila. Del suo lavoro pubblicato su riviste, Graham dice:
 C'era questa forte intenzione nell'aria durante gli anni '60 di sconfiggere il valore monetario, pertanto la mia idea era di mettere le cose nelle pagine delle riviste, dove sarebbero state a disposizione senza niente da pagare. E questo divenne un ibrido anche perché il lavoro era una combinazione di saggio e critica d'arte: la pagina di una rivista come opera d'arte.
Le sue fotografie interrogano la relazione tra architettura pubblica e privata e i modi in cui ogni spazio influenza il comportamento. Dalla fine degli anni '60 Graham si concentra sulle performance e sui film con l'intento di studiare i comportamenti del pubblico fino ad includerlo nell'opera stessa.

## Padiglioni
Alcune delle opere di Graham si collocano al confine tra scultura e architettura. Dagli anni '80 in poi l'artista lavora a una serie di oggetti scultorei indipendenti chiamati "padiglioni" visitabili che ne aumentano la popolarità, cosicché inizia a ricevere commissioni da tutto il mondo. Si tratta di sculture di acciaio e vetro, che combinano arte e architettura, creando una dimensione spaziale capace di disorientare lo spettatore. Sono fatti di pochi enormi pannelli di vetro-specchio oppure di vetro semi-specchiante.
Nel 1981 Graham inizia a lavorare a un progetto di videoinstallazione per la città di New York: Two-Way Mirror Cylinder Inside Cube and Video Salon. Dopo numerose commissioni ricevute in Europa, dal 1988 al 1993 è incaricato di progettare il Padiglione dei Bbmbini  (Children's Pavilion) in collaborazione col fotografo canadese Jeff Wall.

## Scritti
Graham ha prodotto un notevole corpus di scritti, lavorando come critico d'arte, scrivendo articoli su arte, architettura, video, musica rock e artisti della sua generazione. Si è occupato di arte concettuale (heady art theory) e ha recensito i dipinti di Dwight D. Eisenhower e gli show televisivi di Dean Martin. 
I suoi testi e lavori letterari sono raccolti in molti libri e cataloghi, tra i quali Dan Graham Beyond (MIT Press 2011), Rock My Religion. Writings and Projects 1965–1990, a cura di Brian Wallis e Two Way Mirror Power: Selected Writings by Dan Graham on His Art.